# Æstetisk gruppegymnastik
Æstetisk gruppegymnastik er en gymnastik disciplin med kun en serie og uden redskaber. Den minder om Grand Prix gymnastiken, der dog har 2 konkurrenceserier m/u redskab. Desuden adskiller den sig ved at være af højere sværhedsgrad end grand prix-gymnastikken.
Der er sværheder med som balancer, pivouer og spring over gulv. 